# Guerrillero Heroico
Guerrillero Heroico (slovensko: »Junaški gverilec«) je ikonična fotografija marksističnega revolucionarja Che Guevare, ki jo je posnel Alberto Korda. Posneta je bila 5. marca 1960 v Havani na Kubi na spominski slovesnosti žrtvam eksplozije La Coubre. Do konca šestdesetih let dvajsetega stoletja je ta podoba v povezavi s poznejšimi dejanji in končno usmrtitvijo pomagala utrditi Guevaro kot kulturno ikono. Korda je dejal, da ga je v trenutku, ko je posnel sliko, pritegnil Guevarov obrazni izraz, ki je kazal »popolno neizprosnost« ter jezo in bolečino. Leta kasneje je Korda dejal, da fotografija kaže Chejev trden in stoičen značaj. Guevara je bil v času nastanka fotografije star 31 let.

S poudarkom na vseprisotni naravi slike in njeni široki privlačnosti je Maryland Institute College of Art sliko označil za simbol 20. stoletja in najbolj znano fotografijo na svetu. Njene različice so bile naslikane, natisnjene, digitalizirane, izvezene, tetovirane, sitotiskane, izklesane ali skicirane na skoraj vseh površinah, ki si jih je mogoče zamisliti, zaradi česar Muzej Viktorije in Alberta pravi, da je bila ta fotografija reproducirana bolj kot katera koli druga. Jonathan Green, direktor UCR/Kalifornijskega muzeja fotografije, je dejal:
Kordova podoba se je prebila v jezike po vsem svetu. Postal je alfanumerični simbol, hieroglif, trenutni simbol. Skrivnostno se znova pojavi, kadar koli pride do konflikta. V zgodovini ni nič drugega, kar bi se uporabljalo na ta način.
Zgodovina in sodobni globalni vpliv te fotografije sta bila podlaga za dokumentarni film Chevolution iz leta 2008, ki ga je režirala Trisha Ziff, skupaj s knjigo Che's Afterlife: The Legacy of an Image avtorja Michaela Caseyja iz leta 2009.